# Oscar Blumenthal
Oscar Blumenthal, scritto anche Oskar Blumenthal (Berlino, 13 marzo 1852 – Berlino, 24 aprile 1917), è stato un commediografo, critico teatrale e compositore di scacchi tedesco.
Studiò alle università di Berlino e di Lipsia, laureandosi in quest'ultima nel 1872 in filosofia. A Lipsia fu editore del giornale Deutsche Dichterhalle e nel 1873 fondò la rivista Neue Monatshefte für Dichtkunst und Kritik. Nel 1875 tornò a Berlino e diventò un critico teatrale del quotidiano Berliner Tageblatt.
Nel 1887 aprì il Lessingtheater di Berlino, del quale fu direttore fino al 1898. Dal 1894 al 1895 fu anche direttore del Berlinertheater. A partire dal 1898 si dedicò soprattutto all'attività di commediografo e critico teatrale. Era famoso per il suo humour e per le recensioni pungenti e senza mezzi termini, per le quali veniva chiamato bloody Oscar.
Le sue opere teatrali furono generalmente accolte con favore nei teatri della Germania. La sua opera teatrale più nota è « Im Weissen Rössl »  (Al cavallino bianco), un'operetta in tre atti scritta assieme a Gustav Kadelburg. In campo letterario curò un'edizione delle opere di Christian Dietrich Grabbe, che ebbe un notevole successo.
Blumenthal è stato anche un compositore di problemi di scacchi, in maggioranza matti in tre mosse e problemi di automatto. Nel 1902 pubblicò a Lipsia una raccolta di 360 problemi con meno di otto pezzi di vari autori, che chiamò "miniature" (Schachminiaturen), ordinati secondo il numero di pezzi. L'anno successivo pubblicò una seconda raccolta, con altre 400 miniature e le correzioni di alcuni problemi della prima parte.
Due suoi problemi:
|   | a | b | c | d | e | f | g | h |   |
| 8 | b8 re del nero · d8 alfiere del nero · b7 pedone del bianco · e7 pedone del nero · b6 cavallo del nero · e6 pedone del bianco · a5 cavallo del bianco · c5 cavallo del bianco · g2 re del bianco · b1 donna del bianco | b8 re del nero · d8 alfiere del nero · b7 pedone del bianco · e7 pedone del nero · b6 cavallo del nero · e6 pedone del bianco · a5 cavallo del bianco · c5 cavallo del bianco · g2 re del bianco · b1 donna del bianco | b8 re del nero · d8 alfiere del nero · b7 pedone del bianco · e7 pedone del nero · b6 cavallo del nero · e6 pedone del bianco · a5 cavallo del bianco · c5 cavallo del bianco · g2 re del bianco · b1 donna del bianco | b8 re del nero · d8 alfiere del nero · b7 pedone del bianco · e7 pedone del nero · b6 cavallo del nero · e6 pedone del bianco · a5 cavallo del bianco · c5 cavallo del bianco · g2 re del bianco · b1 donna del bianco | b8 re del nero · d8 alfiere del nero · b7 pedone del bianco · e7 pedone del nero · b6 cavallo del nero · e6 pedone del bianco · a5 cavallo del bianco · c5 cavallo del bianco · g2 re del bianco · b1 donna del bianco | b8 re del nero · d8 alfiere del nero · b7 pedone del bianco · e7 pedone del nero · b6 cavallo del nero · e6 pedone del bianco · a5 cavallo del bianco · c5 cavallo del bianco · g2 re del bianco · b1 donna del bianco | b8 re del nero · d8 alfiere del nero · b7 pedone del bianco · e7 pedone del nero · b6 cavallo del nero · e6 pedone del bianco · a5 cavallo del bianco · c5 cavallo del bianco · g2 re del bianco · b1 donna del bianco | b8 re del nero · d8 alfiere del nero · b7 pedone del bianco · e7 pedone del nero · b6 cavallo del nero · e6 pedone del bianco · a5 cavallo del bianco · c5 cavallo del bianco · g2 re del bianco · b1 donna del bianco | 8 |
| 7 | b8 re del nero · d8 alfiere del nero · b7 pedone del bianco · e7 pedone del nero · b6 cavallo del nero · e6 pedone del bianco · a5 cavallo del bianco · c5 cavallo del bianco · g2 re del bianco · b1 donna del bianco | b8 re del nero · d8 alfiere del nero · b7 pedone del bianco · e7 pedone del nero · b6 cavallo del nero · e6 pedone del bianco · a5 cavallo del bianco · c5 cavallo del bianco · g2 re del bianco · b1 donna del bianco | b8 re del nero · d8 alfiere del nero · b7 pedone del bianco · e7 pedone del nero · b6 cavallo del nero · e6 pedone del bianco · a5 cavallo del bianco · c5 cavallo del bianco · g2 re del bianco · b1 donna del bianco | b8 re del nero · d8 alfiere del nero · b7 pedone del bianco · e7 pedone del nero · b6 cavallo del nero · e6 pedone del bianco · a5 cavallo del bianco · c5 cavallo del bianco · g2 re del bianco · b1 donna del bianco | b8 re del nero · d8 alfiere del nero · b7 pedone del bianco · e7 pedone del nero · b6 cavallo del nero · e6 pedone del bianco · a5 cavallo del bianco · c5 cavallo del bianco · g2 re del bianco · b1 donna del bianco | b8 re del nero · d8 alfiere del nero · b7 pedone del bianco · e7 pedone del nero · b6 cavallo del nero · e6 pedone del bianco · a5 cavallo del bianco · c5 cavallo del bianco · g2 re del bianco · b1 donna del bianco | b8 re del nero · d8 alfiere del nero · b7 pedone del bianco · e7 pedone del nero · b6 cavallo del nero · e6 pedone del bianco · a5 cavallo del bianco · c5 cavallo del bianco · g2 re del bianco · b1 donna del bianco | b8 re del nero · d8 alfiere del nero · b7 pedone del bianco · e7 pedone del nero · b6 cavallo del nero · e6 pedone del bianco · a5 cavallo del bianco · c5 cavallo del bianco · g2 re del bianco · b1 donna del bianco | 7 |
| 6 | b8 re del nero · d8 alfiere del nero · b7 pedone del bianco · e7 pedone del nero · b6 cavallo del nero · e6 pedone del bianco · a5 cavallo del bianco · c5 cavallo del bianco · g2 re del bianco · b1 donna del bianco | b8 re del nero · d8 alfiere del nero · b7 pedone del bianco · e7 pedone del nero · b6 cavallo del nero · e6 pedone del bianco · a5 cavallo del bianco · c5 cavallo del bianco · g2 re del bianco · b1 donna del bianco | b8 re del nero · d8 alfiere del nero · b7 pedone del bianco · e7 pedone del nero · b6 cavallo del nero · e6 pedone del bianco · a5 cavallo del bianco · c5 cavallo del bianco · g2 re del bianco · b1 donna del bianco | b8 re del nero · d8 alfiere del nero · b7 pedone del bianco · e7 pedone del nero · b6 cavallo del nero · e6 pedone del bianco · a5 cavallo del bianco · c5 cavallo del bianco · g2 re del bianco · b1 donna del bianco | b8 re del nero · d8 alfiere del nero · b7 pedone del bianco · e7 pedone del nero · b6 cavallo del nero · e6 pedone del bianco · a5 cavallo del bianco · c5 cavallo del bianco · g2 re del bianco · b1 donna del bianco | b8 re del nero · d8 alfiere del nero · b7 pedone del bianco · e7 pedone del nero · b6 cavallo del nero · e6 pedone del bianco · a5 cavallo del bianco · c5 cavallo del bianco · g2 re del bianco · b1 donna del bianco | b8 re del nero · d8 alfiere del nero · b7 pedone del bianco · e7 pedone del nero · b6 cavallo del nero · e6 pedone del bianco · a5 cavallo del bianco · c5 cavallo del bianco · g2 re del bianco · b1 donna del bianco | b8 re del nero · d8 alfiere del nero · b7 pedone del bianco · e7 pedone del nero · b6 cavallo del nero · e6 pedone del bianco · a5 cavallo del bianco · c5 cavallo del bianco · g2 re del bianco · b1 donna del bianco | 6 |
| 5 | b8 re del nero · d8 alfiere del nero · b7 pedone del bianco · e7 pedone del nero · b6 cavallo del nero · e6 pedone del bianco · a5 cavallo del bianco · c5 cavallo del bianco · g2 re del bianco · b1 donna del bianco | b8 re del nero · d8 alfiere del nero · b7 pedone del bianco · e7 pedone del nero · b6 cavallo del nero · e6 pedone del bianco · a5 cavallo del bianco · c5 cavallo del bianco · g2 re del bianco · b1 donna del bianco | b8 re del nero · d8 alfiere del nero · b7 pedone del bianco · e7 pedone del nero · b6 cavallo del nero · e6 pedone del bianco · a5 cavallo del bianco · c5 cavallo del bianco · g2 re del bianco · b1 donna del bianco | b8 re del nero · d8 alfiere del nero · b7 pedone del bianco · e7 pedone del nero · b6 cavallo del nero · e6 pedone del bianco · a5 cavallo del bianco · c5 cavallo del bianco · g2 re del bianco · b1 donna del bianco | b8 re del nero · d8 alfiere del nero · b7 pedone del bianco · e7 pedone del nero · b6 cavallo del nero · e6 pedone del bianco · a5 cavallo del bianco · c5 cavallo del bianco · g2 re del bianco · b1 donna del bianco | b8 re del nero · d8 alfiere del nero · b7 pedone del bianco · e7 pedone del nero · b6 cavallo del nero · e6 pedone del bianco · a5 cavallo del bianco · c5 cavallo del bianco · g2 re del bianco · b1 donna del bianco | b8 re del nero · d8 alfiere del nero · b7 pedone del bianco · e7 pedone del nero · b6 cavallo del nero · e6 pedone del bianco · a5 cavallo del bianco · c5 cavallo del bianco · g2 re del bianco · b1 donna del bianco | b8 re del nero · d8 alfiere del nero · b7 pedone del bianco · e7 pedone del nero · b6 cavallo del nero · e6 pedone del bianco · a5 cavallo del bianco · c5 cavallo del bianco · g2 re del bianco · b1 donna del bianco | 5 |
| 4 | b8 re del nero · d8 alfiere del nero · b7 pedone del bianco · e7 pedone del nero · b6 cavallo del nero · e6 pedone del bianco · a5 cavallo del bianco · c5 cavallo del bianco · g2 re del bianco · b1 donna del bianco | b8 re del nero · d8 alfiere del nero · b7 pedone del bianco · e7 pedone del nero · b6 cavallo del nero · e6 pedone del bianco · a5 cavallo del bianco · c5 cavallo del bianco · g2 re del bianco · b1 donna del bianco | b8 re del nero · d8 alfiere del nero · b7 pedone del bianco · e7 pedone del nero · b6 cavallo del nero · e6 pedone del bianco · a5 cavallo del bianco · c5 cavallo del bianco · g2 re del bianco · b1 donna del bianco | b8 re del nero · d8 alfiere del nero · b7 pedone del bianco · e7 pedone del nero · b6 cavallo del nero · e6 pedone del bianco · a5 cavallo del bianco · c5 cavallo del bianco · g2 re del bianco · b1 donna del bianco | b8 re del nero · d8 alfiere del nero · b7 pedone del bianco · e7 pedone del nero · b6 cavallo del nero · e6 pedone del bianco · a5 cavallo del bianco · c5 cavallo del bianco · g2 re del bianco · b1 donna del bianco | b8 re del nero · d8 alfiere del nero · b7 pedone del bianco · e7 pedone del nero · b6 cavallo del nero · e6 pedone del bianco · a5 cavallo del bianco · c5 cavallo del bianco · g2 re del bianco · b1 donna del bianco | b8 re del nero · d8 alfiere del nero · b7 pedone del bianco · e7 pedone del nero · b6 cavallo del nero · e6 pedone del bianco · a5 cavallo del bianco · c5 cavallo del bianco · g2 re del bianco · b1 donna del bianco | b8 re del nero · d8 alfiere del nero · b7 pedone del bianco · e7 pedone del nero · b6 cavallo del nero · e6 pedone del bianco · a5 cavallo del bianco · c5 cavallo del bianco · g2 re del bianco · b1 donna del bianco | 4 |
| 3 | b8 re del nero · d8 alfiere del nero · b7 pedone del bianco · e7 pedone del nero · b6 cavallo del nero · e6 pedone del bianco · a5 cavallo del bianco · c5 cavallo del bianco · g2 re del bianco · b1 donna del bianco | b8 re del nero · d8 alfiere del nero · b7 pedone del bianco · e7 pedone del nero · b6 cavallo del nero · e6 pedone del bianco · a5 cavallo del bianco · c5 cavallo del bianco · g2 re del bianco · b1 donna del bianco | b8 re del nero · d8 alfiere del nero · b7 pedone del bianco · e7 pedone del nero · b6 cavallo del nero · e6 pedone del bianco · a5 cavallo del bianco · c5 cavallo del bianco · g2 re del bianco · b1 donna del bianco | b8 re del nero · d8 alfiere del nero · b7 pedone del bianco · e7 pedone del nero · b6 cavallo del nero · e6 pedone del bianco · a5 cavallo del bianco · c5 cavallo del bianco · g2 re del bianco · b1 donna del bianco | b8 re del nero · d8 alfiere del nero · b7 pedone del bianco · e7 pedone del nero · b6 cavallo del nero · e6 pedone del bianco · a5 cavallo del bianco · c5 cavallo del bianco · g2 re del bianco · b1 donna del bianco | b8 re del nero · d8 alfiere del nero · b7 pedone del bianco · e7 pedone del nero · b6 cavallo del nero · e6 pedone del bianco · a5 cavallo del bianco · c5 cavallo del bianco · g2 re del bianco · b1 donna del bianco | b8 re del nero · d8 alfiere del nero · b7 pedone del bianco · e7 pedone del nero · b6 cavallo del nero · e6 pedone del bianco · a5 cavallo del bianco · c5 cavallo del bianco · g2 re del bianco · b1 donna del bianco | b8 re del nero · d8 alfiere del nero · b7 pedone del bianco · e7 pedone del nero · b6 cavallo del nero · e6 pedone del bianco · a5 cavallo del bianco · c5 cavallo del bianco · g2 re del bianco · b1 donna del bianco | 3 |
| 2 | b8 re del nero · d8 alfiere del nero · b7 pedone del bianco · e7 pedone del nero · b6 cavallo del nero · e6 pedone del bianco · a5 cavallo del bianco · c5 cavallo del bianco · g2 re del bianco · b1 donna del bianco | b8 re del nero · d8 alfiere del nero · b7 pedone del bianco · e7 pedone del nero · b6 cavallo del nero · e6 pedone del bianco · a5 cavallo del bianco · c5 cavallo del bianco · g2 re del bianco · b1 donna del bianco | b8 re del nero · d8 alfiere del nero · b7 pedone del bianco · e7 pedone del nero · b6 cavallo del nero · e6 pedone del bianco · a5 cavallo del bianco · c5 cavallo del bianco · g2 re del bianco · b1 donna del bianco | b8 re del nero · d8 alfiere del nero · b7 pedone del bianco · e7 pedone del nero · b6 cavallo del nero · e6 pedone del bianco · a5 cavallo del bianco · c5 cavallo del bianco · g2 re del bianco · b1 donna del bianco | b8 re del nero · d8 alfiere del nero · b7 pedone del bianco · e7 pedone del nero · b6 cavallo del nero · e6 pedone del bianco · a5 cavallo del bianco · c5 cavallo del bianco · g2 re del bianco · b1 donna del bianco | b8 re del nero · d8 alfiere del nero · b7 pedone del bianco · e7 pedone del nero · b6 cavallo del nero · e6 pedone del bianco · a5 cavallo del bianco · c5 cavallo del bianco · g2 re del bianco · b1 donna del bianco | b8 re del nero · d8 alfiere del nero · b7 pedone del bianco · e7 pedone del nero · b6 cavallo del nero · e6 pedone del bianco · a5 cavallo del bianco · c5 cavallo del bianco · g2 re del bianco · b1 donna del bianco | b8 re del nero · d8 alfiere del nero · b7 pedone del bianco · e7 pedone del nero · b6 cavallo del nero · e6 pedone del bianco · a5 cavallo del bianco · c5 cavallo del bianco · g2 re del bianco · b1 donna del bianco | 2 |
| 1 | b8 re del nero · d8 alfiere del nero · b7 pedone del bianco · e7 pedone del nero · b6 cavallo del nero · e6 pedone del bianco · a5 cavallo del bianco · c5 cavallo del bianco · g2 re del bianco · b1 donna del bianco | b8 re del nero · d8 alfiere del nero · b7 pedone del bianco · e7 pedone del nero · b6 cavallo del nero · e6 pedone del bianco · a5 cavallo del bianco · c5 cavallo del bianco · g2 re del bianco · b1 donna del bianco | b8 re del nero · d8 alfiere del nero · b7 pedone del bianco · e7 pedone del nero · b6 cavallo del nero · e6 pedone del bianco · a5 cavallo del bianco · c5 cavallo del bianco · g2 re del bianco · b1 donna del bianco | b8 re del nero · d8 alfiere del nero · b7 pedone del bianco · e7 pedone del nero · b6 cavallo del nero · e6 pedone del bianco · a5 cavallo del bianco · c5 cavallo del bianco · g2 re del bianco · b1 donna del bianco | b8 re del nero · d8 alfiere del nero · b7 pedone del bianco · e7 pedone del nero · b6 cavallo del nero · e6 pedone del bianco · a5 cavallo del bianco · c5 cavallo del bianco · g2 re del bianco · b1 donna del bianco | b8 re del nero · d8 alfiere del nero · b7 pedone del bianco · e7 pedone del nero · b6 cavallo del nero · e6 pedone del bianco · a5 cavallo del bianco · c5 cavallo del bianco · g2 re del bianco · b1 donna del bianco | b8 re del nero · d8 alfiere del nero · b7 pedone del bianco · e7 pedone del nero · b6 cavallo del nero · e6 pedone del bianco · a5 cavallo del bianco · c5 cavallo del bianco · g2 re del bianco · b1 donna del bianco | b8 re del nero · d8 alfiere del nero · b7 pedone del bianco · e7 pedone del nero · b6 cavallo del nero · e6 pedone del bianco · a5 cavallo del bianco · c5 cavallo del bianco · g2 re del bianco · b1 donna del bianco | 1 |
|   | a | b | c | d | e | f | g | h |   |

Soluzione:
Chiave: 1. Dg1!  zugzwang
1... Rc7  2. Dh2#

1... Ra7/Ac7  2. Cc6# 
|   | a | b | c | d | e | f | g | h |   |
| 8 | e7 cavallo del nero · f7 torre del nero · h7 alfiere del nero · c6 pedone del nero · g6 pedone del bianco · c5 pedone del bianco · d5 re del nero · e5 pedone del bianco · b4 re del bianco · f4 pedone del nero · f3 cavallo del bianco · e2 torre del bianco · f2 pedone del bianco · h1 alfiere del bianco | e7 cavallo del nero · f7 torre del nero · h7 alfiere del nero · c6 pedone del nero · g6 pedone del bianco · c5 pedone del bianco · d5 re del nero · e5 pedone del bianco · b4 re del bianco · f4 pedone del nero · f3 cavallo del bianco · e2 torre del bianco · f2 pedone del bianco · h1 alfiere del bianco | e7 cavallo del nero · f7 torre del nero · h7 alfiere del nero · c6 pedone del nero · g6 pedone del bianco · c5 pedone del bianco · d5 re del nero · e5 pedone del bianco · b4 re del bianco · f4 pedone del nero · f3 cavallo del bianco · e2 torre del bianco · f2 pedone del bianco · h1 alfiere del bianco | e7 cavallo del nero · f7 torre del nero · h7 alfiere del nero · c6 pedone del nero · g6 pedone del bianco · c5 pedone del bianco · d5 re del nero · e5 pedone del bianco · b4 re del bianco · f4 pedone del nero · f3 cavallo del bianco · e2 torre del bianco · f2 pedone del bianco · h1 alfiere del bianco | e7 cavallo del nero · f7 torre del nero · h7 alfiere del nero · c6 pedone del nero · g6 pedone del bianco · c5 pedone del bianco · d5 re del nero · e5 pedone del bianco · b4 re del bianco · f4 pedone del nero · f3 cavallo del bianco · e2 torre del bianco · f2 pedone del bianco · h1 alfiere del bianco | e7 cavallo del nero · f7 torre del nero · h7 alfiere del nero · c6 pedone del nero · g6 pedone del bianco · c5 pedone del bianco · d5 re del nero · e5 pedone del bianco · b4 re del bianco · f4 pedone del nero · f3 cavallo del bianco · e2 torre del bianco · f2 pedone del bianco · h1 alfiere del bianco | e7 cavallo del nero · f7 torre del nero · h7 alfiere del nero · c6 pedone del nero · g6 pedone del bianco · c5 pedone del bianco · d5 re del nero · e5 pedone del bianco · b4 re del bianco · f4 pedone del nero · f3 cavallo del bianco · e2 torre del bianco · f2 pedone del bianco · h1 alfiere del bianco | e7 cavallo del nero · f7 torre del nero · h7 alfiere del nero · c6 pedone del nero · g6 pedone del bianco · c5 pedone del bianco · d5 re del nero · e5 pedone del bianco · b4 re del bianco · f4 pedone del nero · f3 cavallo del bianco · e2 torre del bianco · f2 pedone del bianco · h1 alfiere del bianco | 8 |
| 7 | e7 cavallo del nero · f7 torre del nero · h7 alfiere del nero · c6 pedone del nero · g6 pedone del bianco · c5 pedone del bianco · d5 re del nero · e5 pedone del bianco · b4 re del bianco · f4 pedone del nero · f3 cavallo del bianco · e2 torre del bianco · f2 pedone del bianco · h1 alfiere del bianco | e7 cavallo del nero · f7 torre del nero · h7 alfiere del nero · c6 pedone del nero · g6 pedone del bianco · c5 pedone del bianco · d5 re del nero · e5 pedone del bianco · b4 re del bianco · f4 pedone del nero · f3 cavallo del bianco · e2 torre del bianco · f2 pedone del bianco · h1 alfiere del bianco | e7 cavallo del nero · f7 torre del nero · h7 alfiere del nero · c6 pedone del nero · g6 pedone del bianco · c5 pedone del bianco · d5 re del nero · e5 pedone del bianco · b4 re del bianco · f4 pedone del nero · f3 cavallo del bianco · e2 torre del bianco · f2 pedone del bianco · h1 alfiere del bianco | e7 cavallo del nero · f7 torre del nero · h7 alfiere del nero · c6 pedone del nero · g6 pedone del bianco · c5 pedone del bianco · d5 re del nero · e5 pedone del bianco · b4 re del bianco · f4 pedone del nero · f3 cavallo del bianco · e2 torre del bianco · f2 pedone del bianco · h1 alfiere del bianco | e7 cavallo del nero · f7 torre del nero · h7 alfiere del nero · c6 pedone del nero · g6 pedone del bianco · c5 pedone del bianco · d5 re del nero · e5 pedone del bianco · b4 re del bianco · f4 pedone del nero · f3 cavallo del bianco · e2 torre del bianco · f2 pedone del bianco · h1 alfiere del bianco | e7 cavallo del nero · f7 torre del nero · h7 alfiere del nero · c6 pedone del nero · g6 pedone del bianco · c5 pedone del bianco · d5 re del nero · e5 pedone del bianco · b4 re del bianco · f4 pedone del nero · f3 cavallo del bianco · e2 torre del bianco · f2 pedone del bianco · h1 alfiere del bianco | e7 cavallo del nero · f7 torre del nero · h7 alfiere del nero · c6 pedone del nero · g6 pedone del bianco · c5 pedone del bianco · d5 re del nero · e5 pedone del bianco · b4 re del bianco · f4 pedone del nero · f3 cavallo del bianco · e2 torre del bianco · f2 pedone del bianco · h1 alfiere del bianco | e7 cavallo del nero · f7 torre del nero · h7 alfiere del nero · c6 pedone del nero · g6 pedone del bianco · c5 pedone del bianco · d5 re del nero · e5 pedone del bianco · b4 re del bianco · f4 pedone del nero · f3 cavallo del bianco · e2 torre del bianco · f2 pedone del bianco · h1 alfiere del bianco | 7 |
| 6 | e7 cavallo del nero · f7 torre del nero · h7 alfiere del nero · c6 pedone del nero · g6 pedone del bianco · c5 pedone del bianco · d5 re del nero · e5 pedone del bianco · b4 re del bianco · f4 pedone del nero · f3 cavallo del bianco · e2 torre del bianco · f2 pedone del bianco · h1 alfiere del bianco | e7 cavallo del nero · f7 torre del nero · h7 alfiere del nero · c6 pedone del nero · g6 pedone del bianco · c5 pedone del bianco · d5 re del nero · e5 pedone del bianco · b4 re del bianco · f4 pedone del nero · f3 cavallo del bianco · e2 torre del bianco · f2 pedone del bianco · h1 alfiere del bianco | e7 cavallo del nero · f7 torre del nero · h7 alfiere del nero · c6 pedone del nero · g6 pedone del bianco · c5 pedone del bianco · d5 re del nero · e5 pedone del bianco · b4 re del bianco · f4 pedone del nero · f3 cavallo del bianco · e2 torre del bianco · f2 pedone del bianco · h1 alfiere del bianco | e7 cavallo del nero · f7 torre del nero · h7 alfiere del nero · c6 pedone del nero · g6 pedone del bianco · c5 pedone del bianco · d5 re del nero · e5 pedone del bianco · b4 re del bianco · f4 pedone del nero · f3 cavallo del bianco · e2 torre del bianco · f2 pedone del bianco · h1 alfiere del bianco | e7 cavallo del nero · f7 torre del nero · h7 alfiere del nero · c6 pedone del nero · g6 pedone del bianco · c5 pedone del bianco · d5 re del nero · e5 pedone del bianco · b4 re del bianco · f4 pedone del nero · f3 cavallo del bianco · e2 torre del bianco · f2 pedone del bianco · h1 alfiere del bianco | e7 cavallo del nero · f7 torre del nero · h7 alfiere del nero · c6 pedone del nero · g6 pedone del bianco · c5 pedone del bianco · d5 re del nero · e5 pedone del bianco · b4 re del bianco · f4 pedone del nero · f3 cavallo del bianco · e2 torre del bianco · f2 pedone del bianco · h1 alfiere del bianco | e7 cavallo del nero · f7 torre del nero · h7 alfiere del nero · c6 pedone del nero · g6 pedone del bianco · c5 pedone del bianco · d5 re del nero · e5 pedone del bianco · b4 re del bianco · f4 pedone del nero · f3 cavallo del bianco · e2 torre del bianco · f2 pedone del bianco · h1 alfiere del bianco | e7 cavallo del nero · f7 torre del nero · h7 alfiere del nero · c6 pedone del nero · g6 pedone del bianco · c5 pedone del bianco · d5 re del nero · e5 pedone del bianco · b4 re del bianco · f4 pedone del nero · f3 cavallo del bianco · e2 torre del bianco · f2 pedone del bianco · h1 alfiere del bianco | 6 |
| 5 | e7 cavallo del nero · f7 torre del nero · h7 alfiere del nero · c6 pedone del nero · g6 pedone del bianco · c5 pedone del bianco · d5 re del nero · e5 pedone del bianco · b4 re del bianco · f4 pedone del nero · f3 cavallo del bianco · e2 torre del bianco · f2 pedone del bianco · h1 alfiere del bianco | e7 cavallo del nero · f7 torre del nero · h7 alfiere del nero · c6 pedone del nero · g6 pedone del bianco · c5 pedone del bianco · d5 re del nero · e5 pedone del bianco · b4 re del bianco · f4 pedone del nero · f3 cavallo del bianco · e2 torre del bianco · f2 pedone del bianco · h1 alfiere del bianco | e7 cavallo del nero · f7 torre del nero · h7 alfiere del nero · c6 pedone del nero · g6 pedone del bianco · c5 pedone del bianco · d5 re del nero · e5 pedone del bianco · b4 re del bianco · f4 pedone del nero · f3 cavallo del bianco · e2 torre del bianco · f2 pedone del bianco · h1 alfiere del bianco | e7 cavallo del nero · f7 torre del nero · h7 alfiere del nero · c6 pedone del nero · g6 pedone del bianco · c5 pedone del bianco · d5 re del nero · e5 pedone del bianco · b4 re del bianco · f4 pedone del nero · f3 cavallo del bianco · e2 torre del bianco · f2 pedone del bianco · h1 alfiere del bianco | e7 cavallo del nero · f7 torre del nero · h7 alfiere del nero · c6 pedone del nero · g6 pedone del bianco · c5 pedone del bianco · d5 re del nero · e5 pedone del bianco · b4 re del bianco · f4 pedone del nero · f3 cavallo del bianco · e2 torre del bianco · f2 pedone del bianco · h1 alfiere del bianco | e7 cavallo del nero · f7 torre del nero · h7 alfiere del nero · c6 pedone del nero · g6 pedone del bianco · c5 pedone del bianco · d5 re del nero · e5 pedone del bianco · b4 re del bianco · f4 pedone del nero · f3 cavallo del bianco · e2 torre del bianco · f2 pedone del bianco · h1 alfiere del bianco | e7 cavallo del nero · f7 torre del nero · h7 alfiere del nero · c6 pedone del nero · g6 pedone del bianco · c5 pedone del bianco · d5 re del nero · e5 pedone del bianco · b4 re del bianco · f4 pedone del nero · f3 cavallo del bianco · e2 torre del bianco · f2 pedone del bianco · h1 alfiere del bianco | e7 cavallo del nero · f7 torre del nero · h7 alfiere del nero · c6 pedone del nero · g6 pedone del bianco · c5 pedone del bianco · d5 re del nero · e5 pedone del bianco · b4 re del bianco · f4 pedone del nero · f3 cavallo del bianco · e2 torre del bianco · f2 pedone del bianco · h1 alfiere del bianco | 5 |
| 4 | e7 cavallo del nero · f7 torre del nero · h7 alfiere del nero · c6 pedone del nero · g6 pedone del bianco · c5 pedone del bianco · d5 re del nero · e5 pedone del bianco · b4 re del bianco · f4 pedone del nero · f3 cavallo del bianco · e2 torre del bianco · f2 pedone del bianco · h1 alfiere del bianco | e7 cavallo del nero · f7 torre del nero · h7 alfiere del nero · c6 pedone del nero · g6 pedone del bianco · c5 pedone del bianco · d5 re del nero · e5 pedone del bianco · b4 re del bianco · f4 pedone del nero · f3 cavallo del bianco · e2 torre del bianco · f2 pedone del bianco · h1 alfiere del bianco | e7 cavallo del nero · f7 torre del nero · h7 alfiere del nero · c6 pedone del nero · g6 pedone del bianco · c5 pedone del bianco · d5 re del nero · e5 pedone del bianco · b4 re del bianco · f4 pedone del nero · f3 cavallo del bianco · e2 torre del bianco · f2 pedone del bianco · h1 alfiere del bianco | e7 cavallo del nero · f7 torre del nero · h7 alfiere del nero · c6 pedone del nero · g6 pedone del bianco · c5 pedone del bianco · d5 re del nero · e5 pedone del bianco · b4 re del bianco · f4 pedone del nero · f3 cavallo del bianco · e2 torre del bianco · f2 pedone del bianco · h1 alfiere del bianco | e7 cavallo del nero · f7 torre del nero · h7 alfiere del nero · c6 pedone del nero · g6 pedone del bianco · c5 pedone del bianco · d5 re del nero · e5 pedone del bianco · b4 re del bianco · f4 pedone del nero · f3 cavallo del bianco · e2 torre del bianco · f2 pedone del bianco · h1 alfiere del bianco | e7 cavallo del nero · f7 torre del nero · h7 alfiere del nero · c6 pedone del nero · g6 pedone del bianco · c5 pedone del bianco · d5 re del nero · e5 pedone del bianco · b4 re del bianco · f4 pedone del nero · f3 cavallo del bianco · e2 torre del bianco · f2 pedone del bianco · h1 alfiere del bianco | e7 cavallo del nero · f7 torre del nero · h7 alfiere del nero · c6 pedone del nero · g6 pedone del bianco · c5 pedone del bianco · d5 re del nero · e5 pedone del bianco · b4 re del bianco · f4 pedone del nero · f3 cavallo del bianco · e2 torre del bianco · f2 pedone del bianco · h1 alfiere del bianco | e7 cavallo del nero · f7 torre del nero · h7 alfiere del nero · c6 pedone del nero · g6 pedone del bianco · c5 pedone del bianco · d5 re del nero · e5 pedone del bianco · b4 re del bianco · f4 pedone del nero · f3 cavallo del bianco · e2 torre del bianco · f2 pedone del bianco · h1 alfiere del bianco | 4 |
| 3 | e7 cavallo del nero · f7 torre del nero · h7 alfiere del nero · c6 pedone del nero · g6 pedone del bianco · c5 pedone del bianco · d5 re del nero · e5 pedone del bianco · b4 re del bianco · f4 pedone del nero · f3 cavallo del bianco · e2 torre del bianco · f2 pedone del bianco · h1 alfiere del bianco | e7 cavallo del nero · f7 torre del nero · h7 alfiere del nero · c6 pedone del nero · g6 pedone del bianco · c5 pedone del bianco · d5 re del nero · e5 pedone del bianco · b4 re del bianco · f4 pedone del nero · f3 cavallo del bianco · e2 torre del bianco · f2 pedone del bianco · h1 alfiere del bianco | e7 cavallo del nero · f7 torre del nero · h7 alfiere del nero · c6 pedone del nero · g6 pedone del bianco · c5 pedone del bianco · d5 re del nero · e5 pedone del bianco · b4 re del bianco · f4 pedone del nero · f3 cavallo del bianco · e2 torre del bianco · f2 pedone del bianco · h1 alfiere del bianco | e7 cavallo del nero · f7 torre del nero · h7 alfiere del nero · c6 pedone del nero · g6 pedone del bianco · c5 pedone del bianco · d5 re del nero · e5 pedone del bianco · b4 re del bianco · f4 pedone del nero · f3 cavallo del bianco · e2 torre del bianco · f2 pedone del bianco · h1 alfiere del bianco | e7 cavallo del nero · f7 torre del nero · h7 alfiere del nero · c6 pedone del nero · g6 pedone del bianco · c5 pedone del bianco · d5 re del nero · e5 pedone del bianco · b4 re del bianco · f4 pedone del nero · f3 cavallo del bianco · e2 torre del bianco · f2 pedone del bianco · h1 alfiere del bianco | e7 cavallo del nero · f7 torre del nero · h7 alfiere del nero · c6 pedone del nero · g6 pedone del bianco · c5 pedone del bianco · d5 re del nero · e5 pedone del bianco · b4 re del bianco · f4 pedone del nero · f3 cavallo del bianco · e2 torre del bianco · f2 pedone del bianco · h1 alfiere del bianco | e7 cavallo del nero · f7 torre del nero · h7 alfiere del nero · c6 pedone del nero · g6 pedone del bianco · c5 pedone del bianco · d5 re del nero · e5 pedone del bianco · b4 re del bianco · f4 pedone del nero · f3 cavallo del bianco · e2 torre del bianco · f2 pedone del bianco · h1 alfiere del bianco | e7 cavallo del nero · f7 torre del nero · h7 alfiere del nero · c6 pedone del nero · g6 pedone del bianco · c5 pedone del bianco · d5 re del nero · e5 pedone del bianco · b4 re del bianco · f4 pedone del nero · f3 cavallo del bianco · e2 torre del bianco · f2 pedone del bianco · h1 alfiere del bianco | 3 |
| 2 | e7 cavallo del nero · f7 torre del nero · h7 alfiere del nero · c6 pedone del nero · g6 pedone del bianco · c5 pedone del bianco · d5 re del nero · e5 pedone del bianco · b4 re del bianco · f4 pedone del nero · f3 cavallo del bianco · e2 torre del bianco · f2 pedone del bianco · h1 alfiere del bianco | e7 cavallo del nero · f7 torre del nero · h7 alfiere del nero · c6 pedone del nero · g6 pedone del bianco · c5 pedone del bianco · d5 re del nero · e5 pedone del bianco · b4 re del bianco · f4 pedone del nero · f3 cavallo del bianco · e2 torre del bianco · f2 pedone del bianco · h1 alfiere del bianco | e7 cavallo del nero · f7 torre del nero · h7 alfiere del nero · c6 pedone del nero · g6 pedone del bianco · c5 pedone del bianco · d5 re del nero · e5 pedone del bianco · b4 re del bianco · f4 pedone del nero · f3 cavallo del bianco · e2 torre del bianco · f2 pedone del bianco · h1 alfiere del bianco | e7 cavallo del nero · f7 torre del nero · h7 alfiere del nero · c6 pedone del nero · g6 pedone del bianco · c5 pedone del bianco · d5 re del nero · e5 pedone del bianco · b4 re del bianco · f4 pedone del nero · f3 cavallo del bianco · e2 torre del bianco · f2 pedone del bianco · h1 alfiere del bianco | e7 cavallo del nero · f7 torre del nero · h7 alfiere del nero · c6 pedone del nero · g6 pedone del bianco · c5 pedone del bianco · d5 re del nero · e5 pedone del bianco · b4 re del bianco · f4 pedone del nero · f3 cavallo del bianco · e2 torre del bianco · f2 pedone del bianco · h1 alfiere del bianco | e7 cavallo del nero · f7 torre del nero · h7 alfiere del nero · c6 pedone del nero · g6 pedone del bianco · c5 pedone del bianco · d5 re del nero · e5 pedone del bianco · b4 re del bianco · f4 pedone del nero · f3 cavallo del bianco · e2 torre del bianco · f2 pedone del bianco · h1 alfiere del bianco | e7 cavallo del nero · f7 torre del nero · h7 alfiere del nero · c6 pedone del nero · g6 pedone del bianco · c5 pedone del bianco · d5 re del nero · e5 pedone del bianco · b4 re del bianco · f4 pedone del nero · f3 cavallo del bianco · e2 torre del bianco · f2 pedone del bianco · h1 alfiere del bianco | e7 cavallo del nero · f7 torre del nero · h7 alfiere del nero · c6 pedone del nero · g6 pedone del bianco · c5 pedone del bianco · d5 re del nero · e5 pedone del bianco · b4 re del bianco · f4 pedone del nero · f3 cavallo del bianco · e2 torre del bianco · f2 pedone del bianco · h1 alfiere del bianco | 2 |
| 1 | e7 cavallo del nero · f7 torre del nero · h7 alfiere del nero · c6 pedone del nero · g6 pedone del bianco · c5 pedone del bianco · d5 re del nero · e5 pedone del bianco · b4 re del bianco · f4 pedone del nero · f3 cavallo del bianco · e2 torre del bianco · f2 pedone del bianco · h1 alfiere del bianco | e7 cavallo del nero · f7 torre del nero · h7 alfiere del nero · c6 pedone del nero · g6 pedone del bianco · c5 pedone del bianco · d5 re del nero · e5 pedone del bianco · b4 re del bianco · f4 pedone del nero · f3 cavallo del bianco · e2 torre del bianco · f2 pedone del bianco · h1 alfiere del bianco | e7 cavallo del nero · f7 torre del nero · h7 alfiere del nero · c6 pedone del nero · g6 pedone del bianco · c5 pedone del bianco · d5 re del nero · e5 pedone del bianco · b4 re del bianco · f4 pedone del nero · f3 cavallo del bianco · e2 torre del bianco · f2 pedone del bianco · h1 alfiere del bianco | e7 cavallo del nero · f7 torre del nero · h7 alfiere del nero · c6 pedone del nero · g6 pedone del bianco · c5 pedone del bianco · d5 re del nero · e5 pedone del bianco · b4 re del bianco · f4 pedone del nero · f3 cavallo del bianco · e2 torre del bianco · f2 pedone del bianco · h1 alfiere del bianco | e7 cavallo del nero · f7 torre del nero · h7 alfiere del nero · c6 pedone del nero · g6 pedone del bianco · c5 pedone del bianco · d5 re del nero · e5 pedone del bianco · b4 re del bianco · f4 pedone del nero · f3 cavallo del bianco · e2 torre del bianco · f2 pedone del bianco · h1 alfiere del bianco | e7 cavallo del nero · f7 torre del nero · h7 alfiere del nero · c6 pedone del nero · g6 pedone del bianco · c5 pedone del bianco · d5 re del nero · e5 pedone del bianco · b4 re del bianco · f4 pedone del nero · f3 cavallo del bianco · e2 torre del bianco · f2 pedone del bianco · h1 alfiere del bianco | e7 cavallo del nero · f7 torre del nero · h7 alfiere del nero · c6 pedone del nero · g6 pedone del bianco · c5 pedone del bianco · d5 re del nero · e5 pedone del bianco · b4 re del bianco · f4 pedone del nero · f3 cavallo del bianco · e2 torre del bianco · f2 pedone del bianco · h1 alfiere del bianco | e7 cavallo del nero · f7 torre del nero · h7 alfiere del nero · c6 pedone del nero · g6 pedone del bianco · c5 pedone del bianco · d5 re del nero · e5 pedone del bianco · b4 re del bianco · f4 pedone del nero · f3 cavallo del bianco · e2 torre del bianco · f2 pedone del bianco · h1 alfiere del bianco | 1 |
|   | a | b | c | d | e | f | g | h |   |

Soluzione:
1. e6 !  (min. 2. Te5#)
1... Cxg6  2. exf7 C ∼  3. Txe5#

(2... Ag8  3. fxg8=Q/A#)
1... Tf5  2. Td2+ Rxe6  3. Td6#

(2... Re4  3. Td4#)